# Chad Gray
Chad Gray (né le 16 octobre 1971 à Decatur, Illinois, États-Unis) est le chanteur du groupe de metal Mudvayne ainsi que de Hellyeah.